# Waiaua (fleuve de Taranaki)
Le Waiaua  (en anglais : Waiaua River) est un cours d’eau de la région de Taranaki dans l’Île du Nord de la  Nouvelle-Zélande.

## Géographie
IL s’écoule vers le sud-ouest à partir des pentes du mont Taranaki/Egmont pour atteindre la Mer de Tasman au niveau de la ville d’ Opunake.

(en) Land Information New Zealand, « détail emplacement: Waiaua (fleuve de Taranaki) », sur New Zealand Gazetteer